# Borja Viguera
Borja Viguera Manzanares, né le 26 mars 1987 à Logroño, est un footballeur espagnol qui évolue au poste d'attaquant au Real Unión.

## Biographie
Né dans la région de La Rioja, Viguera est formé à la Real Sociedad. Il en intègre l'équipe réserve, en Segunda División B, en 2006-2007. À 19 ans, il marque dix buts en 38 matchs de championnat. La saison suivante, il fait ses débuts en équipe première, en Segunda División (SD).
En juin 2009, Viguera est promu officiellement en équipe première. Il joue peu tandis que son équipe termine en tête du championnat et obtient son retour en Liga. Le 11 janvier 2011, il est prêté pour six mois au Gimnàstic de Tarragone, en Segunda División, mais blessé au genou il ne joue que quelques matchs. Viguera prolonge son prêt la saison suivante. Peu utilisé, il rompt son contrat pendant l'hiver et rejoint Albacete Balompié, en troisième division, toujours en prêt.
En juillet 2012, arrivé en fin de contrat, Viguera signe au Deportivo Alavés, également en troisième division. Il y retrouve un statut de titulaire et marque 21 buts dans la saison toutes compétitions confondues, contribuant largement à la promotion de son équipe en Segunda División. Il prolonge alors son contrat jusqu'en 2015.
En 2013-2014, il inscrit 25 buts en championnat. Le club évite de peu la relégation.
En fin de saison il est transféré à l'Athletic Bilbao, en Liga, contre une indemnité estimée à un million d'euros,. Il inscrit son premier but le 21 novembre face à l'Espanyol (3-1).

## Palmarès
- Champion d'Espagne de D2 en 2010 avec la Real Sociedad